# 金氏燈鱂
金氏燈鱂，為輻鰭魚綱鯉齒目鯉齒亞目花鳉科的其中一種，分布於非洲蘇丹、查德、喀麥隆、奈及利亞的淡水流域，體長可達3.5公分，棲息在溪流、沼澤、水塘，屬肉食性，生活習性不明。

## 擴展閱讀
維基物種上的相關：金氏燈鱂